# Herbsternte-Aufstand
Der Herbsternte-Aufstand (chinesisch 秋收起义, Pinyin Qiushou qiyi, Tongyong Pinyin Qiūshōu Qǐyì) bezeichnet eine Reihe bewaffneter Erhebungen des Chinesischen Bürgerkrieges, in den Provinzen Hunan und Jiangxi, die von Bauerntrupps unter der Führung Mao Zedongs und auf Weisung der Komintern, nach dem Bruch der ersten Einheitsfront zwischen Kuomintang (KMT) und KPCh, durchgeführt wurden. Maos Ziel war, nach der Niederschlagung der gewerkschaftlichen und kommunistischen Bewegung am 12. April 1927 in Shanghai durch die KMT, die Errichtung einer kommunistischen Regierung in Form eines chinesischen Sowjets, um von dort aus weitere Gebiete Chinas unter seine Kontrolle zu bringen. Die Errichtung eines Hunan-Sowjets konnte jedoch durch die Truppen der Nationalrevolutionären Armee verhindert werden.
Nach dem Ende der Einheitsfront im April 1927 versuchten die Kommunisten unter anderem in den Städten Nanchang, Guangzhou und Changsha die Macht zu übernehmen. Dabei blieben sie jedoch gegen die KMT erfolglos und verloren ihre Basis in den Städten. Im August desselben Jahres formulierte das Zentralkomitee der Partei den Plan eines Aufstands aus den ländlichen Gebieten. Hierfür wurde Mao Zedong als Sekretär eines Spezialkomitees nach Südhunan, welches den Aufstand organisieren sollte. Der eigentliche Plan sah einen Aufstand mit vor Ort rekrutierten Guerilleros vor. Mao Zedong erwirkte jedoch die Unterstützung regulärer Kampfverbände der Kommunisten. Aus diesen bildete er einen formal als Division operierenden Verband von rund 5.000 Soldaten.
Am 11. September 1927 begannen die kommunistischen Truppen Kampfhandlungen gegen die KMT und Angriffe auf Großgrundbesitzer. Der KMT gelang es jedoch die Kommunisten mit eigenen Kräften und lokal von den Grundbesitzern aufgestellten Milizen zu schlagen. Dabei spielten mangelnde Bewaffnung, Erfahrung und auch Desertionen von kommunistischer Seite der KMT in die Hände. Ende September waren Mao Zedongs Aufständische auf rund 1.000 Mann zusammengeschmolzen und Mao setzte sich mit seinen verbliebenen Kämpfern in das Jinggang-Gebirge ab.
Der Aufstand markierte einen bedeutenden Wandel in ihrer Strategie, die sich vor dem Aufstand auf die Städte konzentriert hatte. Mao und der Gründer der Roten Armee Zhu De begannen eine auf die ländliche Bevölkerung gestützte Strategie zu entwickeln, die sich auf Guerilla-Taktiken konzentrierte und ebneten so den Weg für den Langen Marsch von 1934. Nach dem Herbsternte-Aufstand traten auch viele Bergarbeiter aus dem Jinggang-Gebirge in die Rote Armee ein.

## Gedenkstätte in Wenjiashi (Hunan)
Die Stätte der Truppenvereinigung in Wenjiashi während des Herbsternte-Aufstandes (chinesisch 秋收起义文家市会师旧址 – Qiushou qiyi Wenjia shi huishi jiuzhi), ca. 50 Kilometer südöstlich von Liuyang, Hunan, steht seit 1961 auf der Liste der Denkmäler der Volksrepublik China (1-14).